# Strobelite
«Strobelite» és una cançó de la banda virtual de rock alternatiu Gorillaz que van publicar com a setè senzill del darrer àlbum Humanz. Van comptar amb la col·laboració del músic electrònic Peven Everett en les veus.
El 7 d'agost van llançar també el videoclip creat per Passion Pictures. Aquest es tracta d'una combinació d'imatges en moviment real i 3D CGI. Aquesta tècnica ja l'havien utilitzat anteriorment per «Stylo» (2010), i els va permetre animar virtualment els membres de la banda i altres col·laboradors de Gorillaz van poder participar-hi en forma de cameo. com per exemple Vince Staples, Posdnous, Jehnny Beth i Phil Cornwell.

## Llista de cançons
| 1. | «Strobelite» (amb Peven Everett) | 3:24 |